# Zonder jou (voor mijn fans)
Zonder jou (voor mijn fans) is een lied van de Nederlandse zanger André Hazes. Het werd in 1994 als single uitgebracht en stond in hetzelfde jaar als achttiende track en als nieuw nummer op de tweede cd van het verzamelalbum Al 15 jaar gewoon André.

## Achtergrond
Zonder jou (voor mijn fans) is geschreven door André Hazes en Juan Carlos Calderón en geproduceerd door John van de Ven en Jacques Verburgt. Het is een bewerking van Que puedo hacer yo con tanto amor van de Mexicaanse zanger Manuel Mijares uit 1993 en past in het genre levenslied. In het lied zingt Hazes over zijn levenspad en carrière en de rol van zijn fans daarin. Hij bedankt met het lied de steun van zijn fans over de jaren heen. Het nummer werd op single uitgebracht met With These Hands op de B-kant. Dit is een cover van het lied van Dick Brown uit 1950 en stond in 1984 al op het album Zoals u wenst mevrouw!. 

## Hitnoteringen
De zanger had succes met het lied in de hitlijsten van Nederland. Het piekte op de achttiende plaats van de Nederlandse Top 40 en stond vijf weken in deze hitlijst. Het kwam tot de twintigste positie van de Mega Top 50 en was hier zes weken in te vinden.